# Februar 2024
Portal Geschichte | Portal Biografien | Aktuelle Ereignisse | Jahreskalender | Tagesartikel

◄ |
20. Jahrhundert |
21. Jahrhundert

◄ |
1990er |
2000er |
2010er |
2020er
| 2030er | 2040er

◄ |
2020 |
2021 |
2022 |
2023 |
2024
| 2025 | 2026 | 2027 | 2028 | ►

◄ |
November 2023 |
Dezember 2023 |
Januar 2024 |
Februar 2024 |
März 2024 |
April 2024 |
Mai 2024 |
►
Dieser Artikel behandelt tagesbezogene Nachrichten und Ereignisse im Februar 2024. Eine Artikelübersicht zu thematischen „Dauerbrennern“ und zu länger andauernden Veranstaltungen findet sich auf der Seite zu den laufenden Ereignissen.

## Tagesgeschehen

### Freitag, 2. Februar 2024
- Doha/Katar: Beginn der Schwimmweltmeisterschaften 2024
- Irak/Syrien: Als Reaktion auf einen Drohnenangriff in Jordanien, der drei Soldaten das Leben gekostet hat, starten die USA Luftangriffe gegen irakische und syrische Milizen.[1]

### Samstag, 3. Februar 2024
- Columbia/Vereinigte Staaten: Präsidentschafts-Vorwahlen der Demokraten in South Carolina

### Sonntag, 4. Februar 2024
- Bamako/Mali: Präsidentschaftswahl
- Burbank/Vereinigte Staaten: Saturn-Award-Verleihung 2024
- Nové Město na Moravě/Tschechien: Beginn Biathlon-Weltmeisterschaften 2024
- San Salvador/El Salvador: Bei der Präsidentschaftswahl wird Amtsinhaber Nayib Bukele mit großer Mehrheit wiedergewählt. Bei den gleichzeitig stattfindenden Parlamentswahlen erhält seine Partei Nuevas Ideas ebenfalls die meisten Stimmen.

### Dienstag, 6. Februar 2024
- Sanremo/Italien: Beginn des Sanremo-Festivals 2024 (bis 10. Februar).
- Carson City/Vereinigte Staaten: Präsidentschafts-Vorwahlen der Demokraten in Nevada

### Mittwoch, 7. Februar 2024
- Baku/Aserbaidschan: Bei der Präsidentschaftswahl wird İlham Əliyev für weitere sieben Jahre im Amt bestätigt.[2]
- Belutschistan/Pakistan: Bei zwei Bombenanschlägen im Rahmen der Parlamentswahl sterben mindestens 30 Personen.[3]

### Donnerstag, 8. Februar 2024
- Grindavík/Island: Im Laufe der Vulkanausbrüche an der Sundhnúkur-Kraterkette seit 2023 kam es erneut zu einem Ausbruch.
- Berlin/Deutschland: Beginn der Hallenhockey-Europameisterschaft der Damen 2024
- Islamabad/Pakistan: Parlamentswahl in Pakistan 2024
- Vereinigte Staaten: Präsidentschafts-Vorwahlen der Republikaner in Nevada und auf den Amerikanischen Jungferninseln

### Samstag, 10. Februar 2024
- Budapest/Ungarn: Katalin Novák tritt als Präsidentin Ungarns zurück. László Kövér übernimmt das Amt kommissarisch.[4]
- Doha/Katar: Ende der Fußball-Asienmeisterschaft 2024
- Gold Coast/Australien: AACTA International Awards 2024
- Valladolid/Spanien: Goya 2024

### Sonntag, 11. Februar 2024
- Las Vegas/Vereinigte Staaten: Super Bowl 2024
- Berlin/Deutschland: Ende der Hallenhockey-Europameisterschaft der Damen 2024
- Berlin/Deutschland: Teilwiederholung der Bundestagswahl 2021 in 455 von insgesamt 2256 Berliner Wahlbezirken. Aufgrund von Stimmverlusten beziehungsweise einer gesunkenen Wahlbeteiligung verlieren die Berliner Landesverbände von SPD, Grünen und Linkspartei je einen Sitz an andere Bundesländer. Die FDP verliert ein Mandat ersatzlos, sodass sich die Gesamtzahl der Bundestagsabgeordneten auf 735 reduziert.
- Abidjan/Elfenbeinküste: Ende des Afrika-Cup 2024
- Helsinki/Finnland: Die Stichwahl der Präsidentschaftswahl gewinnt Alexander Stubb.

### Mittwoch, 14. Februar 2024
- Jakarta/Indonesien: Die Parlamentswahl und Präsidentschaftswahl gewinnt Prabowo Subianto[5]

### Donnerstag, 15. Februar 2024
- Berlin/Deutschland: Internationale Filmfestspiele Berlin 2024 (Eröffnung)

### Freitag, 16. Februar 2024
- Berlin/Deutschland: Deutsche Vorentscheidung zum Eurovision Song Contest 2024
- Charp/Russland: Der Oppositionelle und Kreml-Kritiker Alexei Nawalny verstirbt in einem Strafgefangenenlager.
- München/Deutschland: Beginn der Münchner Sicherheitskonferenz 2024 (bis 18. Februar). Die Bundesregierung unterzeichnet mit der Regierung der Ukraine einen Sicherheits- und Unterstützungsvertrag.[6]
- New York City/Vereinigte Staaten: Der ehemalige US-Präsident Donald Trump wird in einem zivilgerichtlichen Rechtsverfahren zu einer Geldstrafe von über 350 Millionen Dollar verurteilt. Zudem erteilt der urteilende Richter Arthur Engoron ein Berufsverbot, wonach Trump drei Jahre lang keine Immobiliengeschäfte im Bundesstaat New York betreiben und zudem keine Management-Funktion in einem New Yorker Unternehmen übernehmen darf.[7][8]

### Samstag, 17. Februar 2024
- Bonn/Deutschland: Die politische Partei Werteunion wird gegründet.[9]

### Sonntag, 18. Februar 2024
- London/Vereinigtes Königreich: British Academy Film Awards 2024
- Doha/Katar: Ende der Schwimmweltmeisterschaften 2024
- Nové Město na Moravě/Tschechien: Ende der Biathlon-Weltmeisterschaften 2024

### Montag, 19. Februar 2024
- Die Operation Aspides wurde von den EU-Außenministern genehmigt.
- Berlin/Deutschland: EU-Kommissionspräsidentin Ursula von der Leyen gibt ihre Kandidatur für eine zweite Amtszeit bekannt. Der CDU-Bundesvorstand nominiert sie als Spitzenkandidatin für die Europawahl 2024.[10]
- Winterberg/Deutschland: Beginn der Bob- und Skeleton-Weltmeisterschaften 2024
- Ghazieh/Libanon: Das Israelische Militär greift erstmals nach Beginn des Krieges in Gaza mit Raketen Stellungen der Hisbollah im Landesinneren von Libanon an. Die vom Iran unterstützte schiitische Hisbollah und die israelische Armee beschießen sich seit Monaten nahezu täglich an der israelisch-libanesischen Grenze.[11]

### Mittwoch, 21. Februar 2024
- Lüdenscheid/Deutschland: Erster in Deutschland voll automatisierter Drohnen-Lieferservice geht in Betrieb.[12]

### Donnerstag, 22. Februar 2024
- Mond/Weltraum: Erstmals in der Geschichte der Raumfahrt glückte mit dem unbemannten Lander Nova-C des US-Unternehmens Intuitive Machines eine kommerzielle Mondlandung.[13]

### Freitag, 23. Februar 2024
- Berlin/Deutschland: Der Bundestag stimmte mit der Mehrheit der regierenden Ampelkoalition für die Legalisierung von Cannabis in Deutschland.[14]

### Samstag, 24. Februar 2024
- Columbia/Vereinigte Staaten: Präsidentschafts-Vorwahlen der Republikaner in South Carolina

### Sonntag, 25. Februar 2024
- Santa Monica/Vereinigte Staaten: Independent Spirit Awards 2024
- Minsk/Belarus: Parlamentswahl in Belarus
- Berlin/Deutschland: Internationale Filmfestspiele Berlin 2024 (Abschluss)

### Montag, 26. Februar 2024
- Berlin/Deutschland: Die ehemalige RAF-Terroristin Daniela Klette wird festgenommen.
- Bern/Schweiz: Beginn der Frühlingssession der eidgenössischen Räte (bis 15. März).
- Budapest/Ungarn: Bei der Präsidentschaftswahl wird der unabhängige Kandidat Tamás Sulyok zum neuen Staatsoberhaupt gewählt. Sein Amtsantritt erfolgt am 5. März.
- Budapest/Ungarn: Als letztes Mitgliedsland hat Ungarn dem NATO-Beitritt Schwedens zugestimmt.
- Le Grand-Saconnex/Schweiz: Beginn des Genfer Auto-Salons (bis 3. März).

### Dienstag, 27. Februar 2024
- Lansing/Vereinigte Staaten: Präsidentschafts-Vorwahlen der Demokraten und der Republikaner in Michigan

### Mittwoch, 28. Februar 2024
- Nordrhein-Westfalen/Deutschland: Erstmals fährt in kommerziellem Rahmen ein Binnenschiff auf dem Rhein in Deutschland per Fernsteuerung.[15]

### Donnerstag, 29. Februar 2024
- München, Immenhausen/Deutschland: Eine, durch das Institut für Praxisforschung und Projektberatung durchgeführte, Studie zu sexualisierter Gewalt im Bund der Pfadfinderinnen und Pfadfinder wird auf einer Pressekonferenz vorgestellt. In ihr wurden 103 Fälle sexualisierter Gewalt innerhalb des Verbandes zwischen 1976 und 2006 aufgedeckt und strukturelle Ursachen beleuchtet.[16]